# Peter Coyote

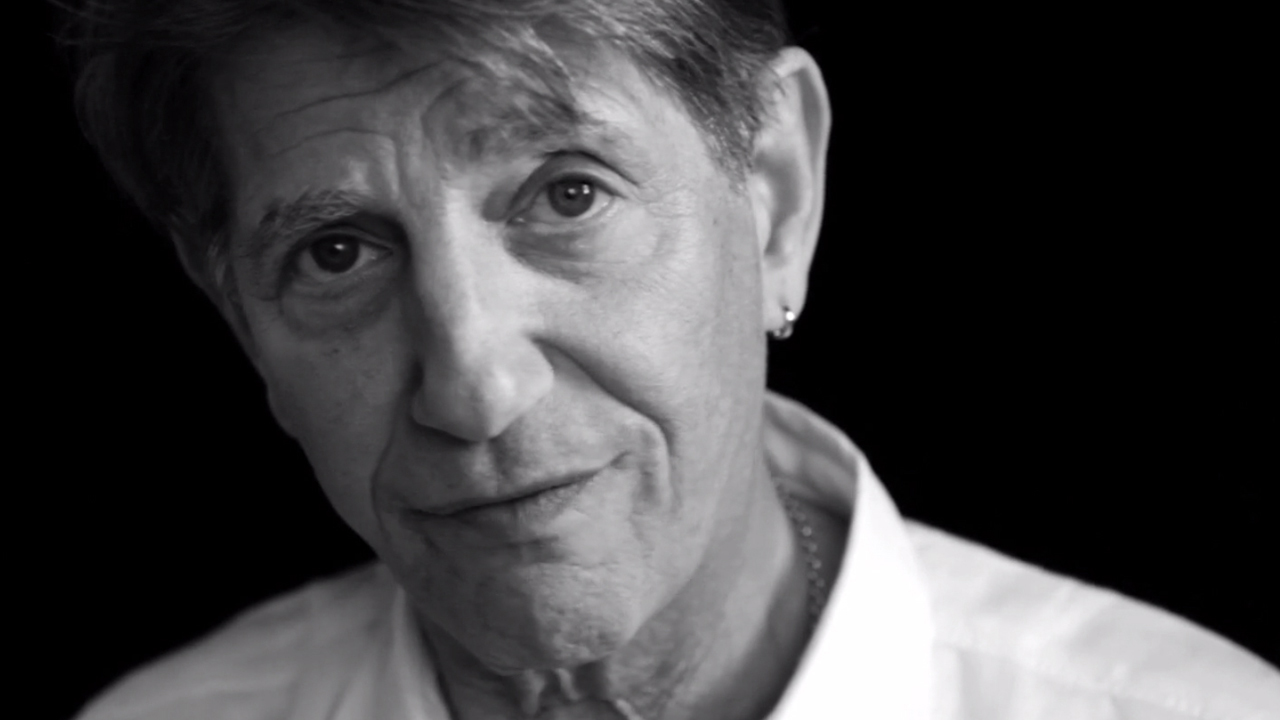
Peter Coyote in 2016

Peter Coyote (New York, 10 oktober 1941), geboren als Rachmil Pinchus Ben Mosha Cohon, is een Amerikaans (voice-over) acteur en auteur.

## Biografie
Hij werd geboren in de borough Manhattan van New York, en groeide op in Englewood (New Jersey) waar hij de high school deed aan de Dwight-Englewood School waar hij in 1960 zijn diploma haalde. Hierna ging hij studeren aan de Grinnell College in Grinnell (Iowa) waar hij in 1964 zijn bachelor of arts haalde in Engelse literatuur. Na zijn studie in Grinnell verhuisde hij naar de Westkust waar hij zijn master haalde in creatief schrijven aan de San Francisco State University in San Francisco.
Hij heeft twee boeken geschreven, in 2008 A Year and a Day, a Grief Journal (geschreven door Michael Corrigan, bevat persoonlijke e-mails van Coyote aan Corrigan) en in 1998 de autobiografie Sleeping Where I Fall: A Chronicle.
Uit zijn eerste huwelijk (1977-1998) heeft hij twee kinderen; vanaf 1998 is hij opnieuw getrouwd. Naast Engels spreekt Coyote ook vloeiend Spaans en Frans.

## Filmografie

### Films
Selectie:
- 2002: A Time for Dancing – Wyn Michaels
- 2002: Femme Fatale – Watts
- 2002: A Walk to Remember – eerwaarde Sullivan
- 2000: Erin Brockovich – Kurt Potter
- 1999: Random Hearts – Cullen Chandler
- 1998: Patch Adams – Bill Davis
- 1998: Sphere – Harold C. Barnes
- 1997: Top of the World – Doc the Butcher
- 1993: Kika – Nicholas
- 1992: Bitter Moon – Oscar
- 1989: Unconquered – Richmond Flowers sr.
- 1988: Heart of Midnight – Sharpe / Larry
- 1988: Baja Oklahoma – Slick Henderson
- 1983: Cross Creek – Norton Baskin
- 1982: E.T. the Extra-Terrestrial – Keys
- 1981: Southern Comfort – Poole
- 1980: Tell Me a Riddle – de jonge David

### Televisieseries
Uitgezonderd eenmalige gastrollen.
- 2022: The U.S. and the Holocaust - als verteller (3 afl.)
- 2021: The Tent Mender - als verteller (3 afl.)
- 2017: The Disappearance - als Henry Sullivan (6 afl.)
- 2015: The Spoils Before Dying – Dizzy the Cat (5 afl.)
- 2014–2015: Perception – James Alan Pierce (4 afl.)
- 2014: Intelligence – Leland Strand (3 afl.)
- 2010–2011: Law & Order: Los Angeles – officier van justitie Jerry Hardin (8 afl.)
- 2009–2010: FlashForward – president Dave Segovia (2 afl.)
- 2007: Brothers & Sisters – Mark August (4 afl.)
- 2004–2006: The 4400 – Dennis Ryland (12 afl.)
- 2005–2006: Commander in Chief – Warren Keaton (7 afl.)
- 2005–2006: The Inside – speciaal agent Virgil Webster (13 afl.)
- 2002: The Division – Ross (2 afl.)
- 2001–2002: The Color of War – verteller (12 afl.)
- 1996: Sedeuced by Madness: The Diane Borchardt Story – Ruben Borchardt (2 afl.)

- Biblioteca Nacional de España: XX4957106
- Bibliothèque nationale de France: cb13750772m (data)
- Gemeinsame Normdatei: 123746183
- International Standard Name Identifier: 0000 0001 1586 3149
- Library of Congress Control Number: no92026138
- Nationale Bibliotheek van Letland: 000346409
- MusicBrainz: 71804c7e-7d2a-497b-b270-538838318919
- Nationale Bibliotheek van Tsjechië: pna2007389310
- Nationale Bibliotheek van Israël: 987007450004505171
- Nationale Bibliotheek van Polen: a0000001685843
- SNAC: w64q913g
- Système universitaire de documentation: 066909686
- Virtual International Authority File: 85118162
- WorldCat: E39PBJbRkKgxgyd49q7P8hvvHC